# Affori Centro
Affori Centro è una stazione della linea M3 della metropolitana di Milano.

## Storia
Originariamente l'apertura del primo tratto del prolungamento Maciachini-Affori FN era prevista per il 2008, mentre per il prolungamento fino a Comasina bisognava aspettare il 2010.
L'inaugurazione dell'intera tratta è invece avvenuta il 26 marzo 2011 alla presenza degli allora sindaco di Milano Letizia Moratti, del presidente della Regione Lombardia Roberto Formigoni e del viceministro delle Infrastrutture e dei Trasporti Roberto Castelli.
L'apertura è avvenuta insieme a quella delle stazioni Comasina, Affori FN e Dergano.

## Strutture e impianti
Affori Centro, come tutte le altre stazioni della linea M3, è accessibile ai disabili. Rientra inoltre nell'area urbana della metropolitana milanese.
A dispetto della denominazione, sorge nella zona meridionale del quartiere di Affori in via Pellegrino Rossi all'angolo con via Alberto Cavalletto e presenta uscite solo in via Pellegrino Rossi.

## Interscambi
Nelle vicinanze della stazione effettuano fermata alcune linee urbane automobilistiche, gestite da ATM.
- Fermata autobus

## Servizi
La stazione dispone di:
- Accessibilità per portatori di handicap
- Ascensori
- Scale mobili
- Emettitrice automatica biglietti
- Servizi igienici
- Stazione video sorvegliata